# Autoritratto di Tiziano (disegno)
L'Autoritratto di Tiziano Vecellio è un disegno a gesso nero su carta (12x9,9 cm), databile al periodo 1560-1570.

## Storia
Riemerso dall'oblio nel 2002, negli USA, questo disegno è stato esposto di recente in Italia come Autoritratto di Tiziano in tre diverse mostre (Belluno 2007-2008, San Secondo di Pinerolo 2013, Venezia 2014), suscitando grande interesse e un vasto consenso sull'attribuzione da parte degli specialisti di pittura veneta del XVI secolo per la sua qualità e la raffinata tecnica.
La storia critica del disegno inizia nel 2003, quando esso fu pubblicato da W.R. Rearick sul frontespizio del primo numero di Studi tizianeschi, rivista del neonato Centro Studi Tiziano e Cadore. In quella circostanza lo studioso accompagnò l'immagine con una breve nota, nella quale il disegno veniva riconosciuto come ritratto di Tiziano eseguito dal vivo («Questo è l'unico disegno conosciuto che ritragga Tiziano dal vivo»).
Il foglio veniva attribuito in via provvisoria a Giuseppe Porta, detto il Salviatino, verso il 1562, quando questi stava per lasciare Venezia per recarsi a Roma, chiamato a proseguire la decorazione a fresco della Sala Regia in Vaticano rimasta incompiuta a causa della morte del suo maestro Francesco Salviati.
A conforto della sua cauta ipotesi attributiva Rearick suggeriva un generico confronto con disegni preparatori di dettagli degli affreschi vaticani.
Tale riferimento a G. Porta da parte di Rearick non ha riscosso consensi presso gli specialisti ed è stato decisamente escluso da David Mc Tavish (autore della monografia di riferimento sul pittore) sia oralmente, sia in una comunicazione scritta con i proprietari, e da David Rosand, decano degli studi tizianeschi, nei suoi interventi del 2007 e 2009.
Fu proprio quest'ultimo il primo ad attribuire risolutamente il foglio a Tiziano, limitandosi a riconoscervi una vaga affinità con il disegno che Giuseppe Porta, stando a Vasari, aveva realizzato per essere tradotto nella xilografia col ritratto di Francesco Marcolini, il principale editore veneziano del Cinquecento.
Tale disegno, peraltro, per la sua alta qualità è stato talora accostato alla mano dello stesso Tiziano (intimo amico di Marcolini), al pari di quello che il grande maestro realizzò per la xilografia col ritratto di Ludovico Ariosto che accompagnò l'edizione definitiva dell'Orlando furioso (Ferrara, 1532).
David Rosand collega stilisticamente, compositivamente e cronologicamente il disegno in primo luogo all'Autoritratto del Prado, nonostante l'opposto direzionamento del profilo, mettendolo in relazione anche con gli autoritratti contenuti nell'Allegoria della Prudenza della National Gallery di Londra e nell'estrema Pietà, eseguita per la sua cappella funeraria e conservata presso le Gallerie dell'Accademia di Venezia. Lo studioso americano rileva l'impossibilità di avvicinare il foglio a uno qualsiasi degli altri maestri maggiori attivi a Venezia nella seconda metà del XVI secolo. Nella sua analisi formale, Rosand sottolinea il “tratto spontaneo e sicuro” del disegno e il fatto che “l'intera composizione è contraddistinta da una straordinaria coerenza e unità”.
Dopo l'esposizione nella mostra Tiziano: i volti e l'anima, nel 2014 il disegno è stato oggetto di una mostra monografica presso il Museo Correr di Venezia. Per l'occasione è stato prodotto un catalogo scientifico, in cui sono raccolti saggi di alcuni riconosciuti studiosi della ritrattistica di Tiziano, tutti concordi nel ritenere il disegno un'importante aggiunta al catalogo del maestro.
Nel suo lungo scritto Luba Freedman segnala la cura dedicata da Tiziano alla scelta e alla preparazione del piccolo foglio di carta color avorio al fine di conferirgli l'impressione della pergamena, supporto durevole e particolarmente pregiato al quale venivano affidati i principali atti formali della Repubblica di Venezia, di cui Tiziano era il pittore ufficiale. La Freedman sottolinea la plasticità tridimensionale del profilo e l'estrema finezza dell'esecuzione, particolarmente efficace nella resa dell'occhio, del naso aquilino, dell'orecchio, della guancia e delle rugosità della tempia, con effetti marcatamente pittorici strettamente affini allo stile dei dipinti tardi di Tiziano, a partire proprio dai suoi due Autoritratti di Berlino e Madrid. La studiosa connette, inoltre, le ridotte dimensioni del foglio alla sua destinazione funzionale: ella ritiene, infatti, che la piccola carta trovasse la sua sede naturale all'interno di una lettera piegata in quattro, prezioso dono, ma anche sorta di ambasceria, da indirizzare a una personalità politico di primo piano. A tale proposito, suggerisce l'ipotesi che il destinatario della missiva e del dono ivi accluso possa essere stato Antonio Pérez, segretario di Stato di Castiglia e membro influente della corte asburgica di Spagna, collezionista anche di altre opere di Tiziano.
Nel suo saggio di catalogo, Jodi Cranston colloca il disegno nel contesto delle immagini in cui Tiziano, soprattutto a partire dalla metà del Cinquecento, fissa la propria fisionomia per il tramite di vari materiali e tecniche, sottolineando il ruolo che queste hanno giocato nell'affermazione dell'autoritratto come genere autonomo nell'arte italiana del XVI secolo. Essa rileva come in nessuno dei suoi autoritratti Tiziano abbia optato per la tradizionale visione frontale, prediligendo una modalità rappresentativa più oggettiva e per così dire in terza persona, dando vita a una “rappresentazione di sé come altro” che si traduce in uno sguardo “distolto dallo spettatore e diretto fuori dal campo pittorico”. Non esclude, infine, che questo autoritratto possa essere servito come studio preparatorio per il dipinto del Prado, oppure come una «Rappresentazione ‘autorizzata' di Tiziano creata per un altro medium artistico inteso a pubblicizzare il volto del pittore».
Joanna Woods Marsden analizza le varie rappresentazioni di Tiziano nell'ordine cronologico della loro esecuzione e nel quadro del processo di rivendicazione degli artisti rinascimentali del proprio status di intellettuali, il cui lavoro, lungi dal rientrare nel novero delle attività meccaniche, meritava di essere collocato nell'Olimpo delle Arti Liberali dal quale era tradizionalmente escluso. Nelle proprie rappresentazioni, compreso il disegno qui in oggetto, Tiziano in effetti si è sempre impegnato a enfatizzare la dimensione concettuale e non meramente manuale del proprio operato, come emerge nella grande xilografia eseguita da Giovanni Britto verso il 1550 su disegno dello stesso Tiziano, in cui il maestro si raffigura con uno stilo in mano nell'atto di disegnare o scrivere su una tavoletta, e nei due Autoritratti di Berlino e Madrid.
La Woods Marsden analizza anche le tre medaglie con l'effigie dell'artista, i primi ritratti indipendenti di Tiziano, nelle quali la sua fisionomia è sempre raffigurata di profilo: da quella attribuita a Leone Leoni, databile intorno al 1537 e accompagnata dall'iscrizione “TIZIANO PICTOR ET EQUES”, a quella di Pastorino de' Pastorini del 1545, e quella più grande (103 mm di diametro), ma di più modesta qualità, opera di Agostino Ardenti, databile al principio del settimo decennio del Cinquecento, che mostra Tiziano con in mano un piccolo ritratto incorniciato del figlio Orazio.
La studiosa propone infine l'ipotesi che il disegno sia nato come materiale preparatorio, e sin quasi documentario, di supporto all'esecuzione del suo ritratto in veste di donatore inginocchiato incluso nella pala d'altare che Tiziano offrì verso il 1560-1565 alla chiesa parrocchiale della città natale di Pieve di Cadore e che fu realizzata in larga misura dalla sua bottega.
Nell'ultimo saggio del catalogo della mostra del Museo Correr, Raymond B. Waddington si interroga sull'eventuale connessione del disegno di Tiziano con le medaglie conosciute raffiguranti il suo ritratto e onfuta con argomenti probanti la possibilità, suggerita da qualche studioso, che il nostro disegno possa essere direttamente collegato alla medaglia di Ardenti, a partire evidentemente dalle radicali differenze compositive e tipologiche, generali e di dettaglio, e sottolineando come in definitiva ciò che avvicina le due opere non sia altro che la fisionomia del personaggio effigiato.
Altri eminenti studiosi si sono espressi in favore dell'autografia tizianesca del disegno: Lionello Puppi, Irina Artemieva, David McTavish, Patricia Fortini Brown, Vittorio Sgarbi, Nicolas Turner, Mario Di Giampaolo.

## Descrizione
Il piccolo disegno si presenta in eccellente stato di conservazione. È realizzato su un sottile foglio di carta color avorio, applicato su un cartoncino beige.
Il foglio reca al recto il timbro ovale di una collezione, composto di un leone rampante sopra le iniziali “CP”. Tale timbro fu rilevato per la prima volta da Fritz Lugt su un disegno della scuola di Rembrandt, senza ulteriori indicazioni circa l'identità del collezionista e risulta presente anche su un foglio di Santi di Tito raffigurante Bene scripsisti de me Thoma conservato al Metropolitan Museum di New York (1984.23).
Il confronto con le immagini note del volto di Tiziano realizzate a partire dalla fine del quarto decennio del XVI secolo - fissate da lui stesso o da altri artisti tramite incisioni, medaglie e dipinti - non lascia alcun dubbio sull'identità del personaggio effigiato, che indossa l'abituale copricapo nero e la scura sopravveste foderata e ornata di pelliccia di volpe da cui esce il colletto di una camicia bianca, come già accade nei due autoritratti di Berlino e Madrid.
Si tratta certamente del grande maestro a un'età presumibile fra i 70 e gli 80 anni: il che porta a situare la datazione del foglio, pur considerando gli interrogativi che ancora gravano sull'esatta data di nascita di Tiziano, all'incirca fra il 1560 e il 1570.
Il palpitante realismo dell'immagine - con la sicura, rapida eppure minuziosa raffigurazione della lunga barba, delle rugosità della tempia e attorno all'occhio, delle naturali ombreggiature della cavità orbitale e della narice – restituisce analiticamente il volto del vecchio, immortalandone il carattere e il portamento, oltre all'aspetto esteriore, senza forzature virtuosistiche o esasperazioni espressive.
La decisione di fissare la propria effigie a mezzo busto di profilo, rinunciando alla visione frontale o di 3/4 come nel dipinto della Gemäldegalerie di Berlino, rivestirebbe uno speciale significato simbolico grazie alle risonanze classiche, derivate dalla numismatica, dalla glittica e dai camei di età imperiale, oggetto di culto e capillare recupero da parte della medaglistica rinascimentale.
L'immagine guadagna, così, una particolare monumentalità, eminenza e solennità, nonché un certo aristocratico distacco nei confronti del riguardante: aspetti che lasciano intendere l'alta considerazione di sé e del proprio rango di umanista che Tiziano, patriarca dell'arte veneziana e favorito dei potenti di tutta Europa, poteva vantare nella fase estrema della sua vita, ma anche l'attenzione rivolta alla progettazione di un'immagine alla quale chiaramente egli riconosceva un valore auto-rappresentativo tutt'altro che occasionale.